# Knightswood
Knightswood est un district de Glasgow.
Formée de quatre quartiers (Knightswood North, Knightswood South, Knightswood Park et Blairdardie), la région contient un terrain de golf et un parc. 
Knightswood offre à ses résidents une piscine, un centre de loisirs, une bibliothèque, un lycée et une école primaire. 
Knightswood compte trois gares du réseau ferroviaire urbain de Glasgow: Garscadden, Scotstounhill et Westerton. La gare de Westerton se trouve sur la frontière de Glasgow et d'East Dunbartonshire et elle sert également Bearsden en East Dunbartonshire.   
Construite dans les années 1920 - 1930 comme banlieue de jardin, elle est principalement composée de petites villas et de maisons jumelles.

## Sections Électorales
Knightswood a trois sections électorales :
- Blairdardie - Conseiller Steven Purcell
- Knightswood Park - Conseiller Paul Rooney
- Knightswood South - Conseillère Elizabeth "Liz" Cameron